# SAKURA～傾聽事件的女人～
《SAKURA～傾聽事件的女人～》（日语：SAKURA～事件を聞く女～），2014年日本電視劇，在2014年10月20日至12月22日期間於TBS電視台播出，由仲間由紀惠主演。

## 登場人物

### 主要人物
- 水澤櫻／DJ心

演 - 仲間由紀惠（香港配音：梁少霞）
- 竹內正人

演 - 佐藤隆太（11歲：山田日向）（香港配音：黃啟昌）
- 五十嵐恭子

演 - 高島禮子（香港配音：黃麗芳）
- 水澤梅

演 - 草笛光子（香港配音：袁淑珍）

### 警視廳駒込中央警察署

#### 署長特別任命班
- 遠藤圭太

演 - 大野拓朗（香港配音：李致林）
- 水澤楓

演 - 文音（香港配音：吳羨婷）

#### 刑事課強行犯係
- 桐谷祐

演 - 相島一之（香港配音：張炳強）
- 本島利行

演 - 森岡豐（香港配音：潘文柏）

#### 生活安全課防犯係・警務課
- 矢吹薰

演 - 木野花（香港配音：雷碧娜）
- 中西彩乃

演 - 上間美緒（香港配音：何寶珊）

### 梅駒亭
- 梶原三郎

演 - 駿河太郎（香港配音：李鎮然）
- 金子靜江

演 - 茅島成美（香港配音：林丹鳳）
- 細野俊彦

演 - 不破萬作（香港配音：林國雄）
- 松田隆治

演 - 山野史人（香港配音：黃子敬）

### 其他
- 瀨戶有里

演 - 飯沼千惠子（香港配音：劉惠雲）

### 客串
有★者為該刑事案件的嫌犯，☆者為該刑事案件的被害人。
第1話
- 染谷詩織（杉崎哲司的應酬對象） - 賀來千香子（香港配音：沈小蘭）
- 和久井蓮（和久井綜合醫院院長）★ - 升毅（香港配音：陳永信）
- 藤本佳奈（前實習護士） - 三倉茉奈（香港配音：魏惠娥）
- 富田憲吉（入院患者） - 渡邊哲（香港配音：陳曙光）
- 奥村朋子（護士長） - 圓城寺綾（香港配音：林丹鳳）
- 長谷川滿（杉崎哲司的主治醫師）☆ - 春田純一（香港配音：黃子敬）
- 德山周平（杉崎哲司手術的第一助手）☆ - 櫻井聖（香港配音：朱子聰）
- 木下真琴（結婚典禮的工作人員） - 栃原梨乃（香港配音：劉惠雲）
- 川部江里子（護士） - 藤原希（香港配音：吳羨婷）

第2話
- 時田祥子（良平母親） - 田中美里（香港配音：鄭麗麗）
- 木原雄一郎（都議會議員）★ - 羽場裕一（香港配音：黃子敬）
- 木原光輝（木原的兒子）★ - 若葉龍也（香港配音：黃積權）
- 宮原惠美（歌廳小姐）☆ - 川村雪繪（香港配音：詹健兒）
- 三嶋一宏（自由記者）☆ - 笠原秀幸（香港配音：陳耀楠）
- 間山雅美（良平祖母） - 增子倭文江（香港配音：沈小蘭）
- 今井聰（木原的秘書） - 今井朋彥（香港配音：胡家豪）
- 藤間利香子（時田的鄰居） - 東條織江（香港配音：謝潔貞）
- 間山良平（時田的兒子） - 須田瑛斗（香港配音：黃麗芳）

第3話
- 松永文代（松永的妻子） - 加藤和子（香港配音：謝潔貞）
- 吉岡周作（蘇諾廚房經理）☆ - 大谷亮介（香港配音：李錦綸）
- 柏田真希（蘇諾廚房店長）★ - 安藤玉惠（香港配音：黃淑芬）
- 松永哲雄（蘇諾廚房店員）☆ - 水森高太（香港配音：譚炳文）
- 風間孝次（經營顧問）★ - 平沼紀久（香港配音：周倚天）
- 高城滿夫（松永的同事） - 掛田誠（香港配音：林國雄）
- 白石信子（松永的同事） - 大草理乙子（香港配音：林丹鳳）

第4話
- 祖父江駿（祖父江金屬工業社長）★ - 大和田獏（香港配音：盧國權）
- 大木芳江（尚哉的母親） - 左時枝（香港配音：林丹鳳）
- 金森幸生（前警視廳品川北警察署搜查官，秀人的前部下）☆ - 大河內浩（香港配音：李錦綸）
- 皆川由香里（久瑠澤溫泉旅館招待，駒込出身） - 菜葉菜（香港配音：謝潔貞）
- 竹內秀人（正人的父親，前警察生活安全部少年課警部補）☆ - 館昌美（香港配音：招世亮）
- 竹內真弓（正人的母親）☆ - 榎本由希（香港配音：朱妙蘭）
- 橋口康一（前便利商店強盜犯） - 青柳尊哉（香港配音：麥皓豐）
- 相澤陸斗（祖父江金屬工業僱員，橋口後輩） - 西原信裕
- 大木尚哉（芳江的兒子）☆ - 宮里駿
- 小池聰（犯罪者更生援助NPO代表） - 坂本直季（香港配音：陳永信）

第5話
- 市丸朋美（日式點心店老闆娘） - 松原智惠子（香港配音：蔡惠萍）
- 市丸光代（誠司的妻子）★- 映美藏良（香港配音：黃淑芬）
- 城戶眞一（負責日式點心店信貸業務的駒込信用金庫職員）★ - 三宅康敏（香港配音：林國雄）
- 市丸誠司（日式點心店店主，朋美的兒子） - 齊藤陽一郎（香港配音：張方正）
- 鳴海亮輔（製菓公司店長）☆ - 濱田學（香港配音：麥皓豐）
- 市丸浩二郎（日式點心店營業員，朋美的堂弟）☆ - 三田村賢二（香港配音：黃子敬）

第6話
- 鍋島久美子（泰明的妻子）☆ - 多岐川裕美（香港配音：雷碧娜）
- 相良周二（非法金融業負責人）★ - 小澤和義（香港配音：古明華）
- 岩淵克己（圍棋俱樂部的常客，律師）★ - 田中隆三（香港配音：馮志輝）
- 鍋島泰明（不動產詐欺受害者）☆ - 河原崎建三（香港配音：朱子聰）
- 高松（圍棋俱樂部的常客） - 田口主將（香港配音：譚炳文）
- 津山晉一（不動產詐欺受害者）☆★ - 日向丈（香港配音：葉振聲）

第7話
- 宮下茜（咲花咖啡店老闆娘） - 三浦理惠子（香港配音：沈小蘭）
- 宇佐美景子（NPO法人騷擾受害救援網負責人） - 中島裕子（香港配音：許盈）
- 矢島智宏（寺本的前男友，暗中跟蹤寺本）★ - 窪塚俊介（香港配音：馮錦堂）
- 栗山徹也（菅徵信公司社長）★- 乃木涼介（香港配音：蘇強文）
- 寺本真由（跟蹤殺人事件受害者，咲花咖啡店員）☆ - 中村映里子
- 北井幸樹（栗山的秘書）★ - 伊達直斗
- 宮下友紀（跟蹤殺人事件受害者，茜的妹妹）☆ - 長島南
- 角田剛（跟蹤殺人事件受害者）☆ - 小多田直樹

第8話
- 真鍋正隆（警視廳刑事部部長）★ - 近藤芳正（香港配音：招世亮）
- 大山達夫（Trend Meat專務，前農林漁業大臣）★ - 中丸新将（香港配音：譚炳文）
- 久米和彥（Trend Meat社長）★ - 螢雪次朗（香港配音：劉昭文）
- 入江泰史（Trend Meat總務課課長，早紀的上司） - 住田隆（香港配音：李錦綸）
- 鹿島陽子（Trend Meat總務課員工，早紀的同事） - 小出真保（香港配音：朱妙蘭）
- 成宮良明（早紀的養父） - 佐藤旭（香港配音：李錦綸）
- 成宮充子（早紀的養母） - 水木薰（香港配音：謝潔貞）
- 宇野俊介（警視廳刑事部警部補，五十嵐的未婚夫） - 尾關伸嗣（香港配音：蕭徽勇）
- 木川雅文（大春縱火殺人事件嫌疑人，早紀的親生父親） - 榎亮太朗（香港配音：古明華）
- 鈴原美和子（大春縱火殺人事件被害人，Trend Meat員工）☆ - 佐藤乃莉（香港配音：鄭麗麗）
- Liang（澳洲肉品賣主）★ - Don Johnson（香港配音：蕭徽勇）
- 成宮（木川）早紀（Trend Meat員工）☆ - 阿井莉沙
- 井伏光司（大春縱火殺人事件重要證人，Trend Meat員工）★ - 永井剛成
- 坂本（警視總監） - 吉幾三[4]（友情演出）（香港配音：譚炳文）

第9話 - 第10話
- 工藤寬之（前駒込建設工業員工）☆ - 高岡奏輔[5]（香港配音：李鎮然）
- 南里祐介（IT企業社長，細野交易對象）★ - 佐藤二朗（香港配音：蕭徽勇）
- 高瀨久美子（高瀨開發員工，安·沙斯的媽媽桑）★☆ - 筒井真理子（香港配音：雷碧娜）
- 足立和利（駒込建設工業專務）★ - 遠山俊也（香港配音：鍾見麟）
- 工藤小百合（工藤的妻子） - 西山繭子（香港配音：鄭麗麗）
- 井岡敏生（小百合的父親，井岡工務店社長） - 石井愃一（香港配音：林國雄）
- 魚住崇（駒込建設工業社長）☆ - 俵木藤汰（香港配音：馮志輝）
- 佐山州平（暴力集團成員） - 涉谷謙人（第9話）（香港配音：李致林）
- 工藤穗乃花（工藤的女兒） - 井上琳水（第9話）
- 惠梨香（安·沙斯女公關） - 丸高愛美（第10話）

## 工作人員
- 劇本 - 松本美彌子、山岡潤平、豬原健太、來島麥、兒玉賴子
- 音樂 - 末廣健一郎
- 導演 - 鈴木浩介、水村秀雄、加藤新
- 主題曲 - Aqua Timez「生きて」（活下去）（史诗唱片日本）[6]
- 旁白 - 窪田等
- 副導演 - 安食大輔
- 音響設計 - 石井和之
- 標題背景 - 小嶋一徹
- 警察顧問 - 倉科孝靖
- 法律顧問 - 山脇康嗣
- 英語顧問 - 亞耶凡妮莎
- 醫療顧問 - 堀惠梨香、內崎西作
- 緊急指導 - 小林浩二
- 動作協調 - 森崎英二
- 汽車特技協調 - 野呂真治
- 特殊效果 - BIG SHOT
- 編成 - 橋本孝、永山由紀子
- 製作人 - 志村彰、關川友理（The icon）
- 後補製作人 - 松本明子、伊藤茜
- 製作 - The icon、TBS

## 播出日程
| 各集                                                   | 播出日期 | 副標題 | 節目表 | 劇本       | 導演     | 收視率 |
| ------------------------------------------------------ | -------- | ------ | ------ | ---------- | -------- | ------ |
| 第1話                                                  | 10月20日 | -      |        | 松本美弥子 | 鈴木浩介 | 09.9%  |
| 第2話                                                  | 10月27日 |        |        | 山岡潤平   | 水村秀雄 | 10.0%  |
| 第3話                                                  | 11月03日 |        |        | 豬原健太   | 水村秀雄 | 08.5%  |
| 第4話                                                  | 11月10日 |        |        | 松本美弥子 | 鈴木浩介 | 08.4%  |
| 第5話                                                  | 11月17日 |        |        | 來島麥     | 加藤新   | 08.1%  |
| 第6話                                                  | 11月24日 |        |        | 兒玉賴子   | 鈴木浩介 | 07.6%  |
| 第7話                                                  | 12月01日 |        |        | 松本美弥子 | 水村秀雄 | 07.7%  |
| 第8話                                                  | 12月08日 |        |        | 山岡潤平   | 鈴木浩介 | 06.2%  |
| 第9話                                                  | 12月15日 |        |        | 山岡潤平   | 水村秀雄 | 08.0%  |
| 最終話                                                 | 12月22日 |        |        | 松本美弥子 | 鈴木浩介 | 05.8%  |
| 平均收視率8.0%（收視率由關東地區・Video Research調查） |          |        |        |            |          |        |

## 外部連結
- TBS官方網站（页面存档备份，存于）（日語）
- 緯來日本台官方網站（繁體中文）

## 節目的變遷
| 日本TBS 週一懸疑劇院（） 星期一 20:00至20:54 | 日本TBS 週一懸疑劇院（） 星期一 20:00至20:54                  | 日本TBS 週一懸疑劇院（） 星期一 20:00至20:54 |
| -------------------------------------------- | ------------------------------------------------------------- | -------------------------------------------- |
|                                              | SAKURA～傾聽事件的女人～ （2014.10.20 - 2014.12.22）          |                                              |
| 彼得的葬禮 （2014.7.7 - 2014.9.15）          | 警部補·杉山真太郎～吉祥寺署事件檔案 （2015.1.12 - 2015.3.23） |                                              |

| 緯來日本台 星期一至五 22:00 - 00:00 | 緯來日本台 星期一至五 22:00 - 00:00 | 緯來日本台 星期一至五 22:00 - 00:00 |
| ----------------------------------- | ----------------------------------- | ----------------------------------- |
|                                     | （2015.3.3 - 2015.3.17）            |                                     |
| （2015.2.24 - 2015.3.3）            | （2015.3.18 - 2015.3.31）           |                                     |

| 香港 TVB日劇台 星期六 15:30 - 17:30、19:30 - 21:25及23:30 - 01:30 12月5日 15:30 - 16:15、19:30 - 20:15及23:30 - 00:15 | 香港 TVB日劇台 星期六 15:30 - 17:30、19:30 - 21:25及23:30 - 01:30 12月5日 15:30 - 16:15、19:30 - 20:15及23:30 - 00:15 | 香港 TVB日劇台 星期六 15:30 - 17:30、19:30 - 21:25及23:30 - 01:30 12月5日 15:30 - 16:15、19:30 - 20:15及23:30 - 00:15 |
| --- | --- | --- |
| | （2015.10.31 - 2015.12.5）                                                                                            | |
| （2015.9.26 - 2015.10.24）                                                                                            | （2015.12.5 - 2015.12.26）                                                                                            | |